# Super 8 (speelfilm)
Super 8 is een Amerikaanse sciencefictionfilm die vanaf 27 juli 2011 in de Belgische bioscopen en vanaf 18 augustus 2011 in de Nederlandse te zien was. De film werd geschreven, geregisseerd en geproduceerd door J.J. Abrams. Steven Spielberg en Bryan Burk werkten mee als producenten. De hoofdrollen worden vertolkt door een aantal (weinig) bekende jonge acteurs, waaronder Elle Fanning.
De film ging op 9 juni 2011 in première in Australië en een aantal Aziatische landen en op 10 juni 2011 in de Verenigde Staten. Hij werd met ontvangen met scores van 82% bij Rotten Tomatoes en 72% bij Metacritic. Ook aan de bioscoopkassa's was het een succes. De film kostte zo'n 37 miljoen euro om te maken en bracht wereldwijd ruim 190 miljoen euro op.

## Verhaal
1979. Geïnspireerd door de film Dawn of the Dead wil de jonge tiener Charles met zijn super 8-camera zijn eigen zombiefilm maken en engageert daarvoor zijn vrienden Joe, Cary, Martin, Preston en Alice, een meisje op wie zowel Charles als Joe een oogje hebben. Tijdens de opnames aan een spoorweg ziet Joe hoe een auto de sporen oprijdt en inrijdt op een aanstormende goederentrein, met een zwaar treinongeval tot gevolg. Ze overleven allen en vinden in de auto hun leraar biologie, die hen waarschuwt te vergeten wat ze hebben gezien. Ze verlaten de plaats van het gebeuren als militaire voertuigen toestormen.
De militairen beginnen de boel op te ruimen terwijl in het dorp vreemde dingen gebeuren. Alle honden lopen weg, mensen verdwijnen en overal worden elektrische toestellen gestolen. Joe ontdekt dat het om een trein van de Amerikaanse luchtmacht ging en op hun camerabeelden zien ze hoe een mysterieus wezen uit het wrak ontsnapt. Als Alice na een ruzie met haar vader wegfietst komt het wezen uit de grond en neemt haar mee. De volgende dag trekken plots soldaten het dorp in en evacueren iedereen.
Van Alices' vader horen ze dat het meisje werd meegenomen en de vier vrienden gaan stiekem terug het dorp in. Tussen de spullen van hun biologieleraar vinden ze beeldmateriaal waaruit blijkt dat in 1958 een buitenaards wezen neerstortte op Aarde en door de luchtmacht gevangen werd gehouden. Op een bepaald moment greep het wezen hem waardoor hij er een telepatische connectie mee had en zo wist dat het wezen enkel zijn schip wilde herstellen en vertrekken, maar door de experimenten die erop werden uitgevoerd de mensheid is gaan haten.
Dan worden de vier door het leger gevat en weggevoerd, maar het wezen valt de bus aan en ze ontsnappen weer. Terug in het dorp vinden ze de ondergrondse schuilplaats van het wezen, waar de verdwenen mensen gevangen zitten om het tot voedsel te dienen. Ook Alice is daar en ze kunnen haar net op tijd redden. Het wezen sluit hen echter in en grijpt Joe. Die heeft er daarop ook een telepatische connectie mee en zegt dat "slechte dingen gebeuren" en dat het "nog steeds kan leven". Daarop laat het wezen hem gaan, gaat naar het oppervlak, assembleert zijn schip om een watertoren heen en vliegt ermee weg.
Tijdens de eindgeneriek wordt Charles' afgewerkte film getiteld The Case vertoond, waarin een rechercheur een onderzoek voert naar zombies. Hij brengt zijn vrouw naar het station om haar in veiligheid te brengen, maar er gebeurt een zwaar treinongeval. Zijn onderzoek leidt hem tot een dokter die een vaccin heeft. Terug thuis blijkt zijn vrouw inmiddels een zombie en hij dient haar het vaccin toe, waarna ze terug normaal is.

## Rolverdeling
- Joel Courtney als Joseph (Joe) Lamb, de protagonist.
- Elle Fanning als Alice (Allie) Dainard, Joe's vriendinnetje.
- Riley Griffiths als Charles Kaznyk, Joe's beste vriend en aspirant-filmregisseur.
- Kyle Chandler als Jackson (Jack) Lamb, Joe's alleenstaande vader. Zijn vrouw kwam om bij een arbeidsongeval in de staalfabriek.
- Ron Eldard als Louis Dainard, Alice' vader. Hij houdt zich verantwoordelijk voor de dood van Jacks vrouw daar die zijn shift overnam terwijl hij zijn roes uitsliep.
- Amanda Michalka als Jen Kaznyk, Charles' oudere zuster.
- Jessica Tuck als mevrouw Kaznyk, Charles' moeder.
- Joel McKinnon Miller als Sal Kaznyk, Charles' vader.
- Ryan Lee als Cary, Joe's vuurwerkminnende vriend.
- Gabriel Basso als Martin, Joe's vriend die de mannelijke hoofdrol speelt in Charles' film.
- Zach Mills als Preston, Joe's vriend.
- Beau Knapp als Breen
- Noah Emmerich als kolonel Nelec.
- Glynn Turman als dr. Woodward, Joe's leraar biologie.

## Productie
Net als bij de film Cloverfield was er op voorhand over Super 8 weinig bekend. Het mysterieuze en de geheimzinnigheid van J.J. Abrams overschaduwde ook dit nieuwe project. Abrams weigerde informatie door te geven over het verhaal van de film.
In de beginfase van de samenwerking tussen Spielberg en Abrams was er bekendgemaakt dat het zou gaan om een sequel van de film Cloverfield. Dit is ontkracht na de uitgave van de teasertrailer van Super 8. Het opnemen van de film begon in de herfst van 2010 en geschiedde in de omgeving van Weirton in de Amerikaanse staat West Virginia.